# Liste der Kulturgüter in Reitnau
Die Liste der Kulturgüter in Reitnau enthält alle Objekte in der Gemeinde Reitnau im Kanton Aargau, die gemäss der Haager Konvention zum Schutz von Kulturgut bei bewaffneten Konflikten, dem Bundesgesetz vom 20. Juni 2014 über den Schutz der Kulturgüter bei bewaffneten Konflikten sowie der Verordnung vom 29. Oktober 2014 über den Schutz der Kulturgüter bei bewaffneten Konflikten unter Schutz stehen.
Objekte der Kategorien A und B sind vollständig in der Liste enthalten, Objekte der Kategorie C fehlen zurzeit (Stand: 1. Januar 2023). Unter übrige Baudenkmäler sind weitere geschützte Objekte zu finden, die in der Bau- und Nutzungsordnung der Gemeinde verzeichnet und nicht bereits in der Liste der Kulturgüter enthalten sind.

## Kulturgüter
| Foto |                                                                        | Objekt                                        | Kat. | Typ | Standort                              | Beschreibung |
| ---- | ---------------------------------------------------------------------- | --------------------------------------------- | ---- | --- | ------------------------------------- | --- |
| BW   | Datei hochladen · Wikidata zu Hochstudenhaus Pintenschenke (Q29575124) | Hochstudhaus/Pintenschenke KGS-Nr.: 14957     | B    | G   | Attelwil, Rollhafen 1 645801 / 234478 | |
| BW   | Datei hochladen · Wikidata zu Ehemaliges Zehntenhaus (Q29575123)       | Ehemaliges Zehntenhaus KGS-Nr.: 14958         | B    | G   | Attelwil, Länggasse 2 645905 / 234421 | |
| BW   | Datei hochladen · Wikidata zu Speicher (Q29575126)                     | Speicher KGS-Nr.: 14959                       | B    | G   | Attelwil, Dorf 6 645752 / 234584      | Im 18. Jahrhundert erbauter hölzerner Getreidespeicher. Stattlicher dreigeschossiger Mauerbau unter Mansarddach mit Krüppelwalm. Dreiseitig herum führende Laube.            |
| ja   | Datei hochladen · Wikidata zu Reformierte Kirche Reitnau (Q1624419)    | Evangelisch-reformierte Kirche KGS-Nr.: 15677 | B    | G   | Kratz 1 645656 / 233911               | 1522 erbaute spätgotische Saalkirche mit eingezogenem dreiseitigen Langchor. Axial vorgesetzt ein neuromanischer Kirchturm von 1900. Verbunden mit durchgehendem Satteldach. |
| BW   | Datei hochladen · Wikidata zu Gasthof "Bären" (Q29580337)              | Gasthof «Bären» KGS-Nr.: 15678                | B    | G   | Hauptstrasse 1 645918 / 233479        | 1821 erbauter Landgasthof mit Giebelründe und Stichbogenfenstern. |
| BW   | Datei hochladen · Wikidata zu Bäuerlicher Vielzweckbau (Q29580340)     | Bäuerlicher Vielzweckbau KGS-Nr.: 15679       | B    | G   | Bergstrasse 11 645515 / 233722        | 1838 erbauter bäuerlicher Vielzweckbau an exponierter Lage. Stattliches zweigeschossiges Bauwerk mit Ründe, Ökonomieteil und durchlaufendem Satteldach.                      |

## Übrige Baudenkmäler
| ID   | Foto |                 | Objekt                                    | Typ | Standort                          | Beschreibung |
| ---- | ---- | --------------- | ----------------------------------------- | --- | --------------------------------- | ------------ |
| 901  | BW   | Datei hochladen | Reformiertes Pfarrhaus (1616)             | G   | Kratz 100 645667 / 233881         |              |
| 902  | BW   | Datei hochladen | Bauernhaus (1824)                         | G   | Dorfstrasse 54 645891 / 233490    |              |
| 904  | BW   | Datei hochladen | Bauernhaus (1843)                         | G   | Dorfstrasse 29 646007 / 233367    |              |
| 905  | BW   | Datei hochladen | Bauernhaus (1850)                         | G   | Unterdorf 15 646090 / 233242      |              |
| 906  | BW   | Datei hochladen | Bauernhaus (1913–18)                      | G   | Unterdorf 18 646043 / 233186      |              |
| 907  | BW   | Datei hochladen | Bauernhaus (19. Jh.)                      | G   | Unterdorf 9 646138 / 233147       |              |
| 908  | BW   | Datei hochladen | Ehemalige Schmiede, Stöckli (19. Jh.)     | G   | Winkel 41 646003 / 233576         |              |
| 909  | BW   | Datei hochladen | Bauernhaus (ca. 1850)                     | G   | Hauptstrasse 43 645970 / 233588   |              |
| 910  | BW   | Datei hochladen | Bauernhaus (1805)                         | G   | Alte Pleggasse 66 645800 / 233309 |              |
| 911  | BW   | Datei hochladen | Bauernhaus (ca. 1850)                     | G   | Steinweg 118 645545 / 234023      |              |
| 913  | BW   | Datei hochladen | Speicher Feldacker (1785)                 | G   | Hauptstrasse 254 645492 / 233746  |              |
| 914  | BW   | Datei hochladen | Speicher (1717)                           | G   | Hauptstrasse 254 645904 / 233787  |              |
| 920A | BW   | Datei hochladen | Brunnen in der Friedhofsmauer             | G   | Kratz 645663 / 233943             |              |
| 920B | BW   | Datei hochladen | Brunnen                                   | G   | Dorfstrasse 145 646111 / 233178   |              |
| 922  | BW   | Datei hochladen | Bauernhaus (1911)                         | G   | Dorfstrasse 166 646235 / 233123   |              |
| 923  | BW   | Datei hochladen | Villa Bally mit Gartenanlage (1916)       | G   | Widenmoos 172 645575 / 232696     |              |
| 924  | BW   | Datei hochladen | Ehemalige Vollweberei/Schuhfabrik (1906)  | G   | Hauptstrasse 150 645941 / 233568  |              |
| 925  | BW   | Datei hochladen | Gemeindeschreiberhaus (1. Hälfte 19. Jh.) | G   | Bergstrasse 125 645611 / 233898   |              |
| 926  | BW   | Datei hochladen | Bauernhaus (1903)                         | G   | Dorfstrasse 145 646110 / 233168   |              |

Legende: Siehe Legende der Liste der Kulturgüter von nationaler und regionaler Bedeutung. Anstelle der KGS-Nummer wird als Objekt-Identifikator (ID) die Inventar- oder Gebäudenummer in der Bau- und Nutzungsordnung der Gemeinde verwendet.